# Port Richey
Port Richey ist eine Stadt im Pasco County im US-Bundesstaat Florida. Das U.S. Census Bureau hat bei der Volkszählung 2020 eine Einwohnerzahl von 3.052 ermittelt. 

## Geographie
Port Richey liegt an der Mündung des Pithlachascotee River in den Golf von Mexiko an der Westküste Floridas. Die Stadt grenzt im Süden direkt an New Port Richey und liegt etwa 55 km nordwestlich von Tampa.

## Demographische Daten
Laut der Volkszählung 2010 verteilten sich die damaligen 2671 Einwohner auf 1772 Haushalte. Die Bevölkerungsdichte lag bei 485,6 Einw./km². 92,5 % der Bevölkerung bezeichneten sich als Weiße, 1,7 % als Afroamerikaner, 0,7 % als Indianer und 1,7 % als Asian Americans. 1,7 % gaben die Angehörigkeit zu einer anderen Ethnie und 1,8 % zu mehreren Ethnien an. 6,0 % der Bevölkerung bestand aus Hispanics oder Latinos.
Im Jahr 2010 lebten in 16,2 % aller Haushalte Kinder unter 18 Jahren sowie 40,7 % aller Haushalte Personen mit mindestens 65 Jahren. 52,7 % der Haushalte waren Familienhaushalte (bestehend aus verheirateten Paaren mit oder ohne Nachkommen bzw. einem Elternteil mit Nachkomme). Die durchschnittliche Größe eines Haushalts lag bei 2,05 Personen und die durchschnittliche Familiengröße bei 2,63 Personen.
15,2 % der Bevölkerung waren jünger als 20 Jahre, 17,9 % waren 20 bis 39 Jahre alt, 30,2 % waren 40 bis 59 Jahre alt und 36,7 % waren mindestens 60 Jahre alt. Das mittlere Alter betrug 52 Jahre. 50,5 % der Bevölkerung waren männlich und 49,5 % weiblich.
Das durchschnittliche Jahreseinkommen lag bei 34.063 $, dabei lebten 23,1 % der Bevölkerung unter der Armutsgrenze.
Im Jahr 2000 war Englisch die Muttersprache von 97,49 % der Bevölkerung und spanisch sprachen 2,51 %.

## Verkehr
Durch die Stadt verläuft der U.S. Highway 19. Der Tampa International Airport liegt rund 50 km entfernt.

## Kriminalität
Die Kriminalitätsrate lag im Jahr 2010 mit 396 Punkten (US-Durchschnitt: 266 Punkte) im durchschnittlichen Bereich. Es gab einen Mord, 14 Raubüberfälle, sieben Körperverletzungen, 29 Einbrüche, 111 Diebstähle und zwei Autodiebstähle.